# Heterotheca jonesii
Heterotheca jonesii là một loài thực vật có hoa trong họ Cúc. Loài này được (S.F.Blake) S.L.Welsh & N.D.Atwood mô tả khoa học đầu tiên.